# Дорно
До̀рно (на италиански: Dorno, на местен диалект: Durän, Дурен) е малко градче и община в Северна Италия, провинция Павия, регион Ломбардия. Разположено е на 90 m надморска височина. Населението на общината е 4656 души (към 2015 г.).